# 137217 Racah
137217 Racah è un asteroide della fascia principale. Scoperto nel 1999, presenta un'orbita caratterizzata da un semiasse maggiore pari a 2,2845783 UA e da un'eccentricità di 0,1260594, inclinata di 6,28089° rispetto all'eclittica.
L'asteroide, scoperto presso l'osservatorio Wise in Israele, è dedicato al fisico e matematico italiano Giulio Racah.